# Anastassija Jurjewna Saworotnjuk

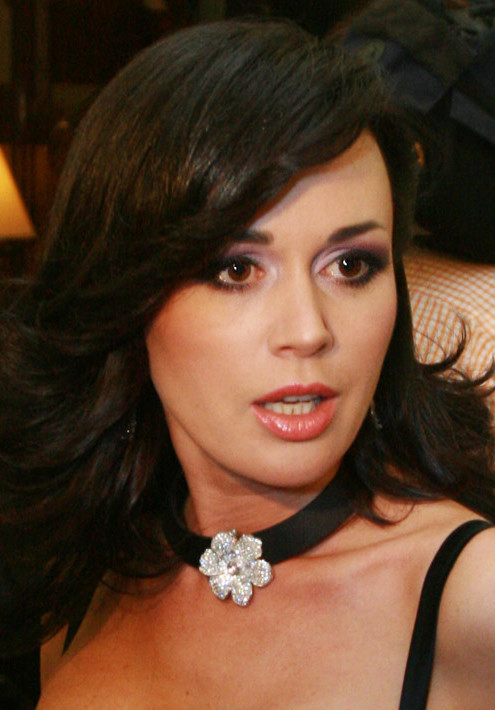
Anastassija Saworotnjuk (2010)

Anastassija Jurjewna Saworotnjuk (russisch Анастасия Юрьевна Заворотнюк; * 3. April 1971 in Astrachan, Sowjetunion; † 29. Mai 2024) war eine russische Schauspielerin.

## Leben
Anastassija Saworotnjuk wuchs gemeinsam mit einem älteren Bruder (1965–2018) in Astrachan am Kaspischen Meer auf.
Sie wirkte als Schauspielerin vor der Kamera von 1991 bis 2018 in mehr als 30 Film- und Fernsehproduktionen mit. Landesweit bekannt wurde sie im Jahr 2004 durch ihre Hauptrolle in der Fernsehserie Mein wunderbares Kindermädchen (russisch Моя прекрасная няня Moja prekrasnaja njanja), einer russischen Adaption der Sitcom Die Nanny. Sie war in der Filmbranche aktiv und als Bühnendarstellerin an verschiedenen Theaterhäusern tätig. Sie galt in Russland viele Jahre lang als Kinostar und Sexsymbol. 2006 wurde sie mit dem Ehrentitel „Verdiente Künstlerin der Russischen Föderation“ ausgezeichnet.
Saworotnjuk war dreimal verheiratet, in erster Ehe mit dem deutschen Geschäftsmann Olaf Schwarzkopf; die Ehe überdauerte aber nicht einmal ein Jahr. Aus ihrer zweiten Ehe mit dem Immobilienmakler Dmitri Striukow hatte sie eine Tochter (* 1996) und einen Sohn (* 2000). In dritter Ehe war sie ab 2008 mit dem ehemaligen Eiskunstläufer Peter Tchernyshev verheiratet, mit dem sie zusammen eine Tochter (* 2018) hatte. Sie starb am 29. Mai 2024 im Alter von 53 Jahren an den Folgen eines Hirntumors.

## Filmografie (Auswahl)
- 1991: Mashenka
- 2002: Naslednik
- 2004–2009: Mein wunderbares Kindermädchen (Fernsehserie, 157 Folgen)
- 2009: Apocalypse Code
- 2011: Amanda O.
- 2012: Mamy
- 2014: Mamy 3
- 2016: Provokator
- 2016: Thrillers Family